# 3D (programa de televisión)
3D fue un magacín de variedades, tertulias y debates sobre los temas de mayor actualidad. Las tres D de su nombre vienen de "Diferentes, a Diario y en Directo". Su presentadora era Gloria Serra y se emitía en Antena 3 desde el 17 de mayo de 2010 hasta el 4 de marzo de 2011. Ricardo Medina, creador y productor ejecutivo, y el equipo de Medina Media dirigieron el programa de las tardes de Antena 3, aunque el 11 de octubre de 2010, Antena 3 asumió totalmente la producción del programa.

## Formato
3D, como cualquier otro espacio de actualidad, cuenta con conexiones en directo y mantiene al espectador informado en todo momento, sin embargo, el magacín está estructurado en diversas secciones de actualidad, corazón e información en directo desde cualquier punto de España.
El programa incluye también debates, tertulias con diferentes expertos según la materia a tratar y además, cuenta con la participación y propuestas de espectadores e internautas.

## Colaboradores y secciones

### Colaboradores más destacados
- Gloria Serra. Presentadora del programa.

- Roberto Leal. Es el copresentador del programa y se encarga de guiarnos por España contando todo lo que ocurre.

- Pepa Gea. Periodista.

- Arantxa Coca. Psicóloga del programa.

- Iván Mañero. Médico del programa que colabora en la sección 3DOC.

- Jordi Schlaghecke. Médico del programa que colabora en la sección 3DOC.

- Luis José González. Médico del programa que colabora en la sección 3DOC.

- Roberto Brasero. Meteorólogo. Cada tarde adelanta la previsión meteorológica.

- Mar Barrera. Es la encargada de llevar los comentarios de la gente en la web, redes sociales y en directo a los colaboradores del programa.

### Secciones
- De primera mano. Roberto Leal encabeza esta sección, una ventana abierta a la actualidad que cuenta con la labor de las reporteras Rocío Lama, Soraya Vegas, Patricia Cuesta, Guadalupe Domínguez, María López Sastrón y María José Rodríguez para contar las principales noticias del día desde cualquier lugar de España y en cualquier momento con reportajes y conexiones en directo.

- Hoy se discute. Pepa Gea conduce este debate sobre los temas que marcan la actualidad social y cotidiana, en el que se discute por parejas. Javier Ruiz Taboada, Adela Utrera, Matías Antolín y Bárbara Tovar se sitúan de pie y en el centro del plató para enfrentarse en este cara a cara, con absoluta libertad de movimiento y de pensamiento. El público tiene una participación muy activa en la sección, tanto en el propio plató como en la web de la cadena , donde cada día, a las 12:00 horas, se adelanta el tema que se debatirá en el espacio para que los telespectadores y los internautas puedan participar, votar y aportar sugerencias y argumentos a los polemistas.

- Pasamos revista. Esta sección trata la crónica rosa con el mayor estilo. Los reporteros y colaboradores ofrecen la información de una manera más completa, rupturista, elegante y respetuosa con sus protagonistas. Esta sección ofrece la agenda Que cumplas muchas más, con la que el espectador puede estar al día de los cumpleaños de los personajes famosos, saber su edad y puede presenciar en directo su felicitación. Paloma Gómez Borrero, Juan Luis Galiacho, José Luis Salas, Arantza Furundarena y Andrés Merino Thomas colaborarán en esta sección que contará con César Heinrich y Vanessa García Marx como reporteros.

- De lujo. Esta sección se encarga de las modas y tendencias, el lujo y el superlujo, las casas y mansiones más exclusivas, sin olvidar el glamour de las grandes estrellas del panorama nacional e internacional. Además incluye una sección que ofrece los artículos imprescindibles para el bienestar; Trucos para estar de lujo, con los consejos para sentirse mejor cada día, tanto por dentro como por fuera; y ¿Se puede?, que recorre aquellas casas de España que el espectador siempre ha querido conocer y también presenta a sus propietarios.

- ¿Cómo se lo diría?. Arantxa Coca, licenciada en Psicopedagogía, nos enseña a plantear de forma eficaz y positiva las situaciones que nos inquietan a quienes nos rodean. En La hora del test nos ayuda a descubrir, mediante un cuestionario, muchas de las características que configuran nuestra personalidad. Tanto el público en el plató como los televidentes en la web pueden realizar este test y seguir la valoración de los resultados en el programa.

- 3DOC. Es un espacio de divulgación sanitaria que se ocupa de prevenir y aconsejar en materia de salud pero también de curar. Así, Iván Mañero, Jordi Schlaghecke y Luis José González, los médicos especialistas, se desplazan por toda España chequeando, diagnosticando y solucionando los problemas de salud más cercanos y cotidianos, aquellos que, sin ser graves, afectan al día a día de la mayor parte de los ciudadanos.

Roberto Brasero, el popular presentador de la Previsión meteorológica de Antena 3 Noticias, se encarga de avanzar la previsión de cara al fin de semana. También interviene el día que la actualidad así lo demande para ofrecer sus didácticas explicaciones.

## Curiosidades
- 3D cuenta con una tecnología de última generación: la mochila de transmisión LiveU, que permite enviar vídeo y audio en Directo desde cualquier lugar con cobertura telefónica-móvil. La mochila, conectada a la cámara, no precisa satélites ni unidades móviles. Esta tecnología puntera en el campo televisivo permite retransmisiones en directo, de manera instantánea.

- El plató de 3D parece un mirador a través del cual los telespectadores reciben la actualidad diaria desde todos los puntos de España y disfrutan con los horizontes más reconocibles de toda la geografía española, tanto de las grandes ciudades como de la naturaleza: desde la Torre Agbar de Barcelona o Sierra Nevada, hasta el Oceanográfico de Valencia o los Picos de Europa, pasando por la Giralda, el Teide, la Puerta del Sol, la plaza del Obradoiro...[3]

## Audiencias
| Fecha                    | Hora  | Espectadores | Share |
| ------------------------ | ----- | ------------ | ----- |
| 17 de mayo de 2010       | 17:23 | 854.000      | 9,8%  |
| 11 de junio de 2010      | 17:31 | 935.000      | 9,4%  |
| 23 de agosto de 2010     | 17:51 | 595.000      | 6,7%  |
| 30 de septiembre de 2010 | 17:54 | 470.000      | 5,3%  |
| 11 de octubre de 2010    | 17:45 | 711.000      | 7,4%  |
| 13 de octubre de 2010    | 00:20 | 753.000      | 12,8% |
| 16 de noviembre de 2010  | 17:45 | 519.000      | 5,5%  |
| 8 de diciembre de 2010   | 00.15 | 1.424.000    | 15,4% |
| 9 de diciembre de 2010   | 17.45 | 578.000      | 5,8%  |